# Dunfermline
Dunfermline este un oraș din regiunea Fife, Scoția.

## Personalități născute aici
- Carol I (1600 - 1649), rege al Angliei, Scoției și Irlandei.